# När det en gång mot afton lider
När det en gång mot afton lider är en psalm från 1927 med text och musik av Elsa Eklund.

## Publicerad i
- Nya sånger 1932 som nr 7.
- Frälsningsarméns sångbok 1968 som nr 76 under rubriken "Frälsning".
- Frälsningsarméns sångbok 1990 som nr 361 under rubriken "Frälsning".
- Sångboken 1998 som nr 89